# Salamandroidea
A Salamandroidea a kétéltűek (Amphibia) osztályába és a  farkos kétéltűek (Caudata) rendjébe tartozó alrend.

## Rendszerezés
Az alrendbe az alábbi 7 család tartozik:
- harántfogúgőte-félék (Ambystomatidae)
- angolnagőte-félék (Amphiumidae)
- Dicamptodontidae
- tüdőtlenszalamandra-félék (Plethodontidae)
- kopoltyús gőtefélék (Proteidae)
- patakigőte-félék (Rhyacotritonidae)
- szalamandrafélék (Salamandridae)